# Лунина, Светлана Александровна
Светлана Александровна Лунина (6 января 1993, Фрязино, Московская область) — российская биатлонистка, чемпионка России. Мастер спорта России.

## Биография
Начала заниматься биатлоном под руководством своего отца Александра Алексеевича Лунина, также тренировалась у Романа Романовича Пидриксона. Представляла Московскую область, выступала за КДЮСШ им А.Елизарова (Пушкино). С сезона 2017/18 представляет Мурманскую область.
В 2015 году стала чемпионкой России в суперпасьюте.
Также становилась победительницей и призёром Всероссийских студенческих соревнований, Всероссийской универсиады 2014 года, чемпионата Центрального федерального округа, призёром этапов Кубка России.
Окончила Российский государственный университет физической культуры, спорта, молодёжи и туризма (Москва).